# 国家保护责任
保护责任（英語：Responsibility to Protect），又译为国家保护责任，简称R2P或RtoP。简而言之，保护责任意指国家有保护其人民免受种族灭绝、战争罪等严重危害的义务；如果一国没有能力行使此义务，国际社会必须随时准备根据《联合国宪章》采取集体行动保护人民。

## 背景
20世紀以來，国际惨剧频频发生。1994年4月至7月，发生卢旺达大屠杀；1999年5月，發生美国轰炸中国驻南联盟大使馆事件；此外，索馬里、波黑斯雷布雷尼察、柬埔寨等地也接連發生或出現公然侵犯人權的事件或現象。國際社會開始從中反思，如果一國公民之人權遭受到公然的侵犯，而本国政府又无力保护他们時，國際社會該如何應對。
在1999年和2000年的聯大會議上，聯合國祕書長安南主持對此焦點進行討論，問題的核心在於「一國政府對內是否享有無條件主權」以及「國際社會是否有權出於人道主義干預一國」。會後，加拿大政府主持成立了干预与国家主权问题国际委员会，並於2001年12月提交了一份名为《保护责任》的报告，提出「保護責任原則」。安南認爲：「这份报告提出了干预权的辩论向保护责任视角转移的建设性建议。」國際社會也明確表態支持這一報告及其提出的原則。
2005年9月，联合国世界首脑会议上，有150多国的政府首脑发表聲明支持“国家保护责任”理论，但对保护责任的理论做了一些匡正，将责任限制在以下四种罪行：种族屠杀、战争罪、种族清洗及反人类罪。在這次首腦會議的成果報告（A/RES/60/1，第138-140段（页面存档备份，存于））中，肯定了全世界所有政府必須接受国际集体保护人类免遭种族屠杀、战争罪、种族清洗及反人类罪的责任。「保护责任」这一最早在1991年由某非政府组织提出的概念，在2005年正式成为新的国际准则。
此後的近十年内，联合国多次发表报告及举行辩论，通过多项支持该原则的决议。

## 内涵
2005年联合国世界首脑会议成果文件规定了保护责任的「三个支柱」，2009年秘书长关于履行保护责任的报告(A/63/677 （页面存档备份，存于）)阐述了这三个支柱分别是：
1. 每一个国家均有责任保护其人民免遭灭绝种族、战争罪、族裔清洗和危害人类罪之害；
2. 国际社会有责任鼓励并帮助各国履行这一责任；
3. 国际社会有责任使用适当的外交、人道主义和其他手段，保护人民免遭这些罪行之害。如果一个国家显然无法保护其人民，国际社会必须随时准备根据《联合国宪章》采取集体行动保护人民。

## 争议
保护责任自2005年成为国际准则开始，就充满争议。如何理解和界定一个国家的形势是否需要国际社会的介入，在各国各有不同。一些国家担心这种责任遭到滥用，一些国家常指责其他国家借保护责任原则「践踏本国主权」、「干预本国内政」。